# Nathan Eovaldi
Nathan Edward Eovaldi (Houston, Texas; 13 de febrero de 1990) es un lanzador estadounidense de béisbol profesional que pertenece a los Texas Rangers de las Grandes Ligas (MLB).

## Primeros años
Nació en Houston, Texas, y asistió a la Alvin High School en la pequeña ciudad de Alvin. En su adolescencia, cuando aún estaba en el instituto, tuvo que someterse a una operación Tommy John para reparar el ligamento cubital de su codo derecho. Antes de comenzar sus estudios en la Universidad de Texas A&M, fue reclutado por las Grandes Ligas.

## Trayectoria

### Ligas menores
Fue seleccionado en la 11.ª ronda del draft de la Grandes Ligas de 2008 por los Ángeles Dodgers, recibiendo una bonificación por firma de $250 000 dólares, y fue asignado en la clase Rookie. En 2009 jugó en Clase A y en 2010 en Clase A-avanzada. Fue ascendido a Doble-A en 2011 comenzando la temporada en la clase.

### Ligas mayores
Debutó en las Grandes Ligas el 6 de agosto de 2011, en el Chase Field de Phoenix contra los Diamondbacks de Arizona, consiguiendo su primera victoria, permitiendo dos carreras y consiguiendo siete ponches en cinco entradas jugadas, además de anotar su primera carrera como bateador.
El 25 de julio de 2012, los Dodgers intercambiaron a él y al lanzador de ligas menores Scott McGough con los Marlins de Miami a cambio de Hanley Ramírez y Randy Choate.
El 19 de diciembre de 2014, los Marlins intercambiaron a él, Garrett Jones y Domingo Germán con los Yankees de Nueva York a cambio de Martín Prado y David Phelps. Estaba programado para participar en la serie de división de la postemporada de 2015, pero los Yankees fueron eliminados en el juego de comodines. El 16 de agosto de 2016, se anunció que perdería el resto de la temporada debido a un desgarro del tendón del antebrazo derecho y un desgarro parcial del tendón cubital. Unos días más tarde, el jugador se sometió a una cirugía Tommy John por segunda vez, y fue dado de alta por los Yankees el 23 de noviembre.
El 14 de febrero de 2017, firmó un contrato de un año por valor de 2 millones de dólares estadounidense con los Tampa Bay Rays; el contrato incluía una opción del club de 2 millones de dólares para la temporada 2018. Pasó toda la temporada 2017 fuera de los terrenos de juego, rehabilitándose. Volvió a jugar, casi un año y medio después de su última vez, el 30 de marzo de 2018.
El 25 de julio de 2018, los Rays intercambiaron con las Medias Rojas de Boston a cambio de Jalen Beeks. Al final de la temporada regular, participó por primera vez en la postemporada.